# Palazzotto di don Rodrigo
Il Palazzotto di Don Rodrigo è un edificio situato sul promontorio dello Zucco a Lecco in Lombardia.

La villa, ricostruita nel 1938, è considerata secondo gli studiosi di topografia manzoniana come la residenza di Don Rodrigo descritta nel romanzo I Promessi Sposi.

## Storia
Il Palazzotto di don Rodrigo fu edificato durante il XVI secolo nella località di Olate su commissione dei nobili Arrigoni di Introbio, i quali furono protagonisti di una lunga faida contro la casata Manzoni, antenati dello scrittore (motivo per il quale egli la indicò come residenza dell'antagonista del romanzo).

La proprietà passò successivamente ad un conte spagnolo discendente della famiglia Salazar.
Raggiungibile percorrendo una tortuosa strada a chiocciola, la villa appariva identica alla descrizione de I Promessi Sposi fino al 1938, quando fu ceduta dall’ultimo proprietario Angelo Ferrario, industriale della seta, alla famiglia Guzzi e interessata da importanti lavori di rifacimento ad opera dell'architetto razionalista Mario Cereghini il quale, a seguito dell'abbattimento dell'edificio originario, progettò l'attuale Villa Guzzi ampliandone la torretta e ricostruendola più bassa.

Fu luogo di alcuni raduni dei patrioti del 1848 mentre attualmente ospita la sede provinciale del CONI rendendolo di fatto non visitabile.

## Descrizione attraverso il romanzo
(Alessandro Manzoni, I promessi sposi, capitolo VIII, 1840)
La residenza di Don Rodrigo sorge come una piccola fortezza squadrata su un'altura rispecchiando molto il carattere del padrone considerato non come un temibile padrone bensì come un mediocre tirannello che non si sente all'altezza dei suoi antenati.

Nel romanzo Manzoni si sofferma molto sul complesso di inferiorità di Don Rodrigo ritornando spesso sul fatto che questo signorotto si senta potente solo all'interno della sua casa sminuendo il luogo in cui esercitava il suo dominio sul paese dei due promessi.
Il palazzotto si trova su una collina mentre ai suoi piedi giacciono le case dei contadini a lui affiliati sottolineando dettagliatamente la posizione delle case rispetto al palazzo che è segno di obbedienza, della sottomissione dei contadini per don Rodrigo. Il palazzotto dà l'idea di una lurida caserma, infatti tutti i personaggi presenti “mezzi contadini e mezzi banditi” fanno intendere il loro servilismo per il padrone. La descrizione del palazzotto avviene con gli occhi di Fra Cristoforo ed in un primo momento essa conferisce un'aria piuttosto minacciosa al luogo ma questa prima apparenza verrà sminuita con la descrizione del castello dell'Innominato, un luogo che incute grande terrore.

## La villa all'interno del romanzo
Il palazzotto di don Rodrigo è presente all'inizio del capitolo V quando Fra Cristoforo decide di recarsi dal nobile nel vano tentativo di farlo recedere dai suoi propositi su Lucia e le sue nozze. L'interno dell'edificio non è mai descritto in modo dettagliato, salvo col dire che è la residenza signorile di un nobile e lasciando intendere che vi sono molte sale e salotti: ci viene mostrata direttamente la sala da pranzo, dove don Rodrigo è a tavola coi suoi convitati nel momento in cui riceve la visita di padre Cristoforo (capitolo V), quindi un'altra sala appartata dove si svolge il successivo colloquio col cappuccino (capitolo VI) e della quale ci verrà detto più avanti che sulle pareti campeggiano i ritratti degli antenati del signorotto (capitolo VII).
Il palazzo viene citato ancora alla fine del capitolo VIII, quando Renzo, Agnese e Lucia lasciano il paese sulla barca e osservano il paesaggio, su cui il palazzo del signorotto domina dall'alto con un aspetto truce e sinistro. Il luogo ritorna alla fine della vicenda (capitolo XXXVIII), quando don Rodrigo è ormai morto di peste e in paese è giunto il marchese suo erede, per prendere possesso dei suoi beni: il gentiluomo, personaggio moralmente retto e di vecchio stampo, decide di aiutare i due promessi e li riceve nell'edificio, dove Renzo e Lucia entrano accompagnati da don Abbondio, Agnese e dalla mercantessa.
(Alessandro Manzoni, I promessi sposi, capitolo V, 1840)